# Hillsboro Pines
Hillsboro Pines – jednostka osadnicza w Stanach Zjednoczonych, w stanie Floryda, w hrabstwie Broward.